# FV Germersheim
Der FV Germersheim (vollständiger Name Germersheimer Fußballverein 1911 e. V.) ist ein Fußballverein aus dem pfälzischen Germersheim.

## Geschichte
Am 11. Juni 1911 wurde der Verein als Fußballclub Germersheim gegründet. Bereits ein halbes Jahr später (1912) erfolgte die Umbenennung in Germersheimer Fußballverein. In den Anfangsjahren wechselten die Spielstätten häufig: Zunächst spielten die Germersheimer auf einem ehemaligen Exerzierplatz, dann auf einem ehemaligen Schießplatzgelände oder auf dem Exerzierplatz „auf Hertling“. Von 1923 bis 1927 war die „Tuchbleiche“ am Rhein der Spielort. Ab 1927 war dieser der Sportplatz in der Josef-Probst-Straße und blieb es für mehrere Jahrzehnte. Dort weihte der GFV 1963 auch sein Clubhaus ein.
1928 ging der GFV eine Fusion mit dem Turnverein Germersheim ein, mit der auch eine Umbenennung in Turn- und Sportverein Germersheim einherging. Die Fusion hatte aber nur bis 1929 bestand. Sportlich war vor dem Krieg der Aufstieg in die Kreisliga Vorderpfalz 1928 ein Erfolg. Die Kreisliga war damals die zweithöchste erreichbare Liga. Es folgte allerdings der direkte Wiederabstieg. 1945 wurde der Verein aufgelöst und im Frühjahr des nächsten Jahres als Sportverein Germersheim neugegründet. Seit 1951 trägt der Klub wieder den Namen Germersheimer FV.

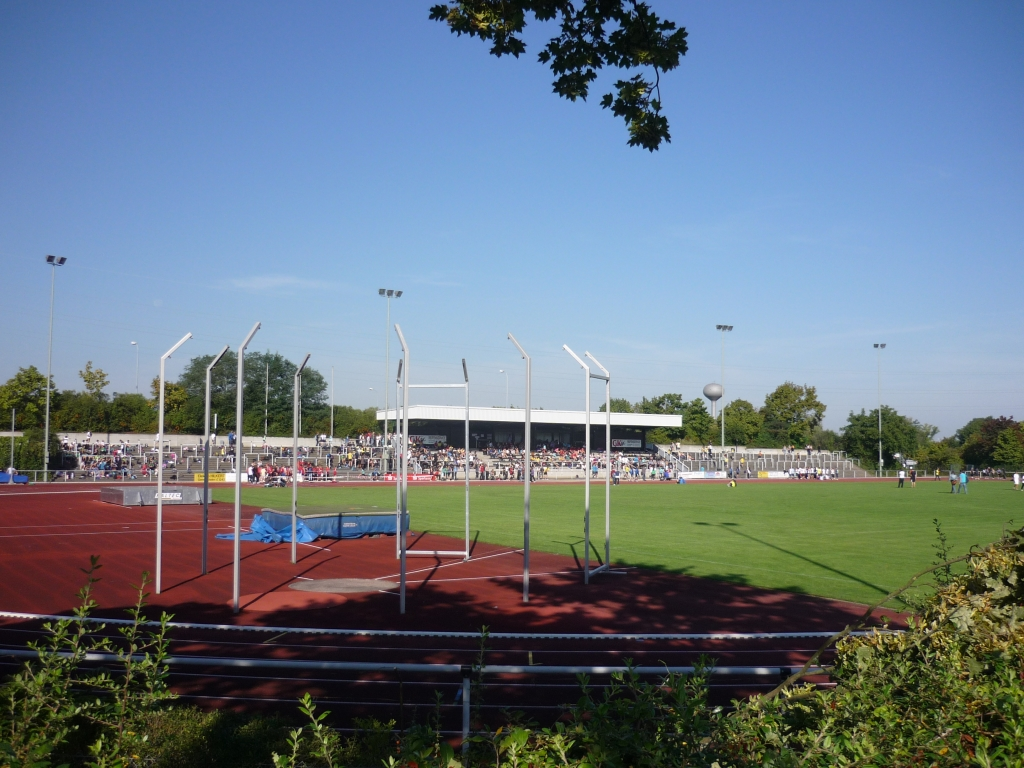
Sportzentrum Wrede

Anfang der 1960er-Jahre begann die sportlich erfolgreichste Zeit des FV Germersheim: Zum 50-jährigen Jubiläum (1961) konnte zusätzlich der (Wieder-)Aufstieg in die A-Klasse gefeiert werden. 1966 stieg der GFV als Meister der A-Klasse in die 2. Amateurliga Vorderpfalz auf. Ebenfalls 1966 gewann der Verein den Bezirkspokal Vorderpfalz (6:0 im Endspiel gegen den FV Dudenhofen). In der 2. Amateurliga erreichte der Verein in der ersten Saison bereits den zweiten Tabellenplatz. 1968 wurde der GFV mit zehn Punkten Vorsprung Meister und erreichte mit dem damit verbundenen Aufstieg in die 1. Amateurliga Südwest (damals die dritthöchste Spielklasse) den größten Erfolg der Vereinsgeschichte. Nach sechs Jahren stieg Germersheim in die Bezirksliga Vorderpfalz ab. 1976 erfolgte der Abstieg aus dieser Liga, weitere Abstiege führten bis in die B-Klasse. Nach einem Neuaufbau wurde wieder die A-Klasse erreicht, in dieser Spielklasse verblieb der Verein einige Zeit.
Bereits seit 1972 spielt der GFV im Rheinstadion im Sportzentrum Wrede. Zehn Jahre lang wurde hierbei zwischen dem Clubhausbetrieb in der Josef-Probst-Straße und Rasenplatz im „Wrede“ gependelt. 1982 wurde am Spielort ein neues Vereinsheim errichtet.

## Erfolge
- Aufstieg in die 1. Amateurliga Südwest 1968
- Aufstieg in die Kreisliga (B-Klasse Ost Südpfalz) 2013

## Bekannte Spieler
- Günter Rademacher
- Adnan Masić